# Laura de Santillana
Laura de Santillana, née en 1955 à Venise et morte le 21 octobre 2019, est une artiste verrière contemporaine italienne.
Issue d’une famille renommée dans le verre de Murano, elle étudie à la School of Visual Arts de New York avant de rejoindre l’entreprise familiale Venini. 
Son travail allie formes épurées, transparence et équilibre entre tradition et innovation. Ses œuvres figurent dans de nombreuses collections muséales à travers le monde.

## Biographie

### Origines et enfance
Laura de Santillana naît en 1955 à Venise, dans une famille liée à l'art du verre. En 1921, son grand-père, Paolo Venini, fonde la manufacture Venini, que son père Ludovico Diaz de Santillan reprend ensuite jusqu'à une prise de contrôle hostile.
Elle est l’aînée de quatre ans de son frère Alessandro. 

### Études
Laura de Santillana suit une formation classique avant de partir pour New York, où elle étudie à la School of Visual Arts entre 1975 et 1976,. Après Murano, elle se forme aux États-Unis, entre New York et l'Urban Glass de Seattle, en alliant techniques vénitiennes et innovations.

### Parcours professionnel
Après ses études d'arts, Laura de Santillana travaille un temps comme graphiste chez Vignelli Associati. De 1976 à 1985, après son retour en Italie, Laura de Santillana rejoint l’entreprise familiale Venini. Durant cette période, elle collabore avec de nombreux artistes italiens et internationaux. En s’appuyant sur les techniques traditionnelles de Murano, elle expérimente des palettes de couleurs inédites et réalise notamment les célèbres assiettes en « verre mosaïque ». 
En 1981, elle présente pour la première fois ses créations à la Renwick Gallery de Washington, puis au Palazzo Grassi de Venise lors de l’exposition « Vetro Murano oggi ». Par la suite, elle est invitée dans les grandes institutions verrières internationales, du Corning Museum of Glass à la Fondation Cini. Son travail figure régulièrement dans les expositions de la galerie L’Arc en Seine à Paris, chez Barry Friedman à New York et chez Marina Barovier à Venise. En 2011, elle participe à une exposition au musée des Arts décoratifs de Paris aux côtés de Cristiano Bianchin et Yoichi Ohira.
Figure reconnue sur la scène artistique internationale, elle participe notamment à la Biennale de Venise en 2009 avec la série Cristalli MOG, où elle explore la transparence et la distorsion à travers de grands formats en noir et blanc, réalisés au Museum of Glass de Tacoma.
Appréciée pour son travail du verre, Laura de Santillana adopte des approches expérimentales qui influencent à la fois l’art et le design. Elle considère le verre comme un matériau central dans son travail « Je pense en verre », explique-t-elle dans une interview accordée à Interni Magazine, ajoutant qu’elle cherche à repousser ses limites en explorant de nouvelles formes et couleurs. Pour concrétiser ses projets, elle sélectionne les lieux de production les plus adaptés, des États-Unis à Murano en passant par la Bohême.
Son parcours est étroitement lié à celui de son frère, Alessandro Diaz de Santillana. Ensembles, ils exposent sous le nom des « frères Santillana » dans plusieurs institutions, notamment les Stanze del Vetro à Venise, le MAK de Vienne et le Yorkshire Sculpture Park en 2015.
Ses œuvres, maintes fois primées, figurent dans les collections de musées prestigieux, parmi lesquels le Museo Vetrario de Murano, le Victoria and Albert Museum de Londres, le Metropolitan Museum of Art de New York, le Seattle Art Museum, le Museu de Arte de São Paulo et le Musée des Arts décoratifs de Paris.

### Vie privée et mort
Laura de Santillana vit et exerce son art sur l'île de la Giudecca, à Venise. 
Elle meurt le 21 octobre 2019.

## Expositions

### Expositions personnelles
- 1995 : Blanchaert & Arosio, Milan[1].
- 1996 : Sankse, Zurich[1].
- 1999, 2011 : L'Arc en Seine, Paris[1].

### Expositions collectives
- 1979 : Museum of Glass, Corning, États-Unis[1].
- 1981 : Palazzo Grassi, Venise[1].
- 198? : Clara Scremini, Paris[1].